# Mudžíbur Rahmán
Šajch Mudžíbur Rahmán (bengálsky শেখ মুজিবুর রহমান, 17. března 1920 Tungipara – 15. srpna 1975 Dháka) byl bangladéšský politik, vůdčí představitel hnutí za nezávislost země a její první prezident. Byl známý pod přezdívkou Bangabandhu (Přítel Bengálska).

## Boj za nezávislost
Pocházel z rodiny úředníka, studoval práva na Kalkatské univerzitě. V roce 1943 vstoupil do Muslimské ligy, původně podporoval zařazení muslimské části Bengálska do nově vytvořeného Pákistánu, ale roku 1949 se podílel na založení Lidové ligy (Awami League), požadující pro Bengálce vyšší autonomii. Stal se jejím poslancem v pákistánském parlamentu, roku 1957 generálním tajemníkem a roku 1966 předsedou. Po nástupu do čela strany vydal šestibodový program, jehož splnění by proměnilo Pákistán ve volnou federaci. Centrální vláda návrh odmítla, Rahmán byl obviněn z protistátního spiknutí podporovaného Indií a uvězněn. Po jeho propuštění vyhrotily vztahy mezi západní a východní polovinou země katastrofální následky cyklónu Bhóla, Lidová liga vyhrála volby v prosinci 1970, prezident generál Jahjá Chán však odmítl pověřit Rahmána úřadem premiéra a vypukla bangladéšská válka za nezávislost. Bangladéš byl 26. března 1971 vyhlášen samostatným státem a Mudžíbur Rahmán se stal jeho prezidentem, vzápětí byl však zatčen a uvězněn ve Faisalábádu. Po řadě krveprolití (počet obětí se odhaduje až na tři miliony) separatistické jednotky Muktí Bahíní s indickou podporou válku vyhrály, 16. prosince 1971 Pákistán uznal bangladéšskou nezávislost. 9. ledna 1972 byl Rahmán propuštěn a vrátil se do vlasti. Prezidentský úřad, který měl spíše reprezentační úlohu, svěřil stranickému kolegovi Saídu Nazrulu Islámovi a sám se stal předsedou vlády.

## První muž Bangladéše
Bangladéš pod Rahmánovým vedením vstoupil do Hnutí nezúčastněných zemí, udržoval dobré vztahy s Indií, kde byla ministerskou předsedkyní Indíra Gándhíová, postupně se stále více orientoval na Sovětský svaz. Jako své hlavní programové zásady vyhlásil premiér sekularismus, nacionalismus a socialismus. Nový režim musel čelit zdevastované ekonomice (v březnu 1974 na zemi udeřil rozsáhlý hladomor) i násilným vzpourám jak krajně levicové organizace Gonobahíní, tak muslimských fundamentalistů. Premiér vytvořil paramilitární organizaci Džatíja Rakchi Bahíní (Národní bezpečnostní síly), která brutálně potlačovala stále častější protivládní protesty. V lednu 1975 se Rahmán pokusil řešit vnitropolitickou krizi tím, že vyhlásil takzvanou druhou revoluci, ujal se prezidentského úřadu a vydal ústavní dodatek, podle něhož se jím vytvořená koalice BAKSAL (Bangladéšská dělnická a rolnická lidová liga) stává jedinou povolenou politickou stranou v zemi. Jeho kroky vzbudily nespokojenost armádního vedení v čele s generálem Zijáurem Rahmánem a 15. srpna 1975 došlo k ozbrojenému převratu, při němž byl Rahmán zastřelen spolu s většinou svých příbuzných a spolupracovníků. Byl vyhlášen výjimečný stav, novým prezidentem se stal bývalý ministr obchodu Khandákar Muštak Ahmad. Vojenská junta, která se ujala moci, změnila orientaci země na prozápadní.

## Odkaz
Roku 1996 vyhrála Lidová liga volby a předsedkyní vlády se stala Rahmánova dcera Šajch Hasína Vadžídová, která nařídila vyšetřování státního převratu z roku 1975 a potrestání viníků. V roce 2010 bylo pět hlavních organizátorů popraveno.
Po Mudžíburu Rahmánovi je pojmenována Lékařská univerzita Bangabandhu a Národní stadion Bangabandhu v Dháce, v anketě bengálské pobočky BBC byl roku 2004 zvolen největším Bengálcem všech dob.